# Ралли «Дакар-1980»
Ралли Дакар 1980 года, также известное как Ралли Париж — Дакар 1980 года — второе соревнование Ралли Дакар. В 1980 году в соревновании приняли участие спортсмены на технике таких производителей, как Yamaha, Volkswagen, Lada, BMW и других. Кроме того, была введена отдельная категория для грузовиков.
Ралли стартовало 1 января в Париже, а финишировало 23 января в Дакаре. На старт гонки вышли 216 экипажей: 90 мотоциклов, 116 внедорожников и 10 грузовиков.

## Маршрут
| Этап | Дата                                    | Отправление                         | Прибытие                      | Связка, км             | СУ, км                 | Всего, км              |
| ---- | --------------------------------------- | ----------------------------------- | ----------------------------- | ---------------------- | ---------------------- | ---------------------- |
| П    | 1 января                                | Париж                               | Оливе                         |                        | 4                      |                        |
| —    | 2 января                                | Оливе                               | Марсель                       |                        |                        |                        |
|      | 3-5 января                              | Паром в Африку                      | Паром в Африку                | Паром в Африку         | Паром в Африку         | Паром в Африку         |
| 1    | 6 января                                | Алжир                               | Айн-Салах                     | 920                    | 37                     | 957                    |
| 2    | 7 января 8 января 9 января              | Айн-Салах Регган Бордж Баджи Мохтар | Регган Бордж Баджи Мохтар Гао | 0                      | 270 630 675            | 1575                   |
| О    | 10 января                               | День отдыха в Гао                   | День отдыха в Гао             | День отдыха в Гао      | День отдыха в Гао      | День отдыха в Гао      |
| 3    | 11 января 12 января 13 января 14 января | Гао Мопти Нионо Томбукту            | Мопти Нионо Томбукту Гао      |                        | 595 0 570 424          |                        |
| 4    | 15 января                               | Гао                                 | Бобо-Диуласо                  | 1300                   | 0                      | 1300                   |
| 5    | 16 января                               | Бобо-Диуласо                        | Колокани                      | 0                      | 120                    | 120                    |
| О    | 17 января                               | День отдыха в Колокани              | День отдыха в Колокани        | День отдыха в Колокани | День отдыха в Колокани | День отдыха в Колокани |
| 6    | 18 января 19 января                     | Колокани Ниоро                      | Ниоро Каес                    | 0                      | 280 247                | 527                    |
| 7    | 20 января 21 января 22 января 23 января | Каес Бакель Лингере Ломпул          | Бакель Лингере Ломпул Дакар   | 168 370 0              | 0 87 120               | 745                    |

## Победители
| Зачёт      | Пилот              | Штурман         | Механик | Техника          |
| ---------- | ------------------ | --------------- | ------- | ---------------- |
| Мотоциклы  | Сириль Неве        | —               | —       | Yamaha XT 500    |
| Автомобили | Фредди Коттулински | Gerd Löffelmann | —       | Volkswagen Iltis |
| Грузовики  | Ataouat            | Boukrif         | Kaoula  | Sonacome         |